# Nvidia DGX

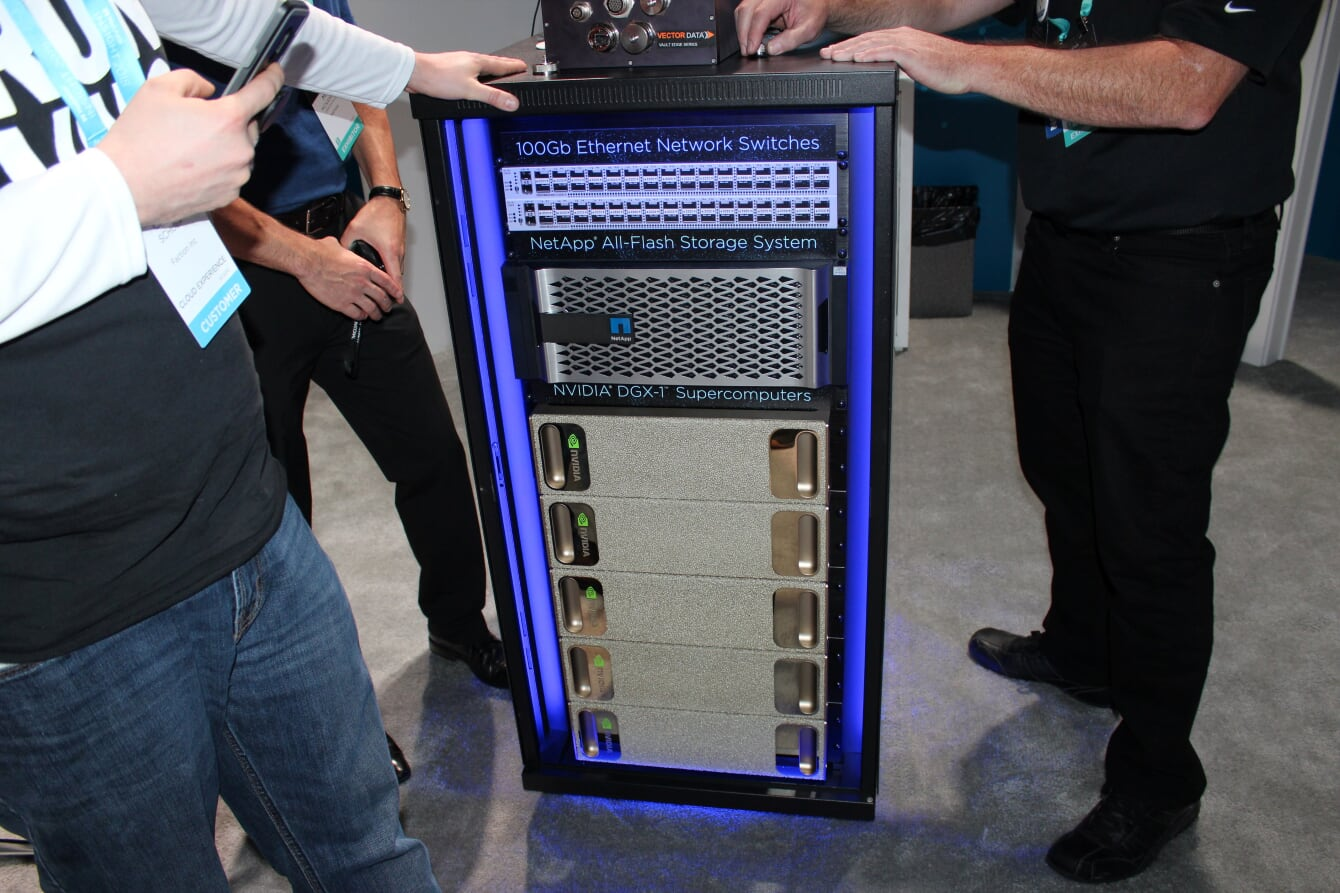
Суперкомпьютер NVIDIA DGX.

NVIDIA DGX — это серия серверов и рабочих станций, разработанная и производимая корпорацией NVIDIA Corporation, которые специализируются на использовании ускорителей GPGPU-вычислений для ускорения приложений глубокого обучения систем искусственного интеллекта.

## Модельный ряд

### Поколение Pascal — Volta

#### Nvidia DGX-1
Первая модель HPC-сервера Nvidia DGX-1 была анонсированная 6 апреля 2016 года. И имела 8 профессиональных карт расширения NVIDIA Tesla P100 / V100 c графическими процессорами класса Server/Datacenter на базе с микроархитектур Pascal или Volta с общей набортной памятью HBM2 объёмом 128 ГБ, подключенных через высокоскоростную шину NVLink.
Серия продуктов предназначена для преодоления разрыва между графическими процессорами и ускорителями искусственного интеллекта, поскольку устройство имеет особые как аппаратные так и программные функции, которые позволяют ему ускорять процессы глубокого обучения (частью методов машинного обучения искусственного интеллекта).
Первоначальный DGX-1 на базе микроархитектуры Pascal обеспечивал 170 терафлопс обработки данных половинной точности, а модернизация на базе Volta увеличила эту производительность до 1000 терафлопс.
Представленный в мае 2017 года Nvidia DGX-1 второго поколения содержит 2 ЦПУ Intel Xeon E5 и 8 GPU Nvidia Tesla V100 на базе микроархитектуры Volta (5120 тензорных ядер), связанных через быструю шину NVLink. Он имеет специализированную архитектуру памяти, которая является особенно подходящей для построения сетей глубокого обучения.
Технические характеристики
- 2 × ЦПУ Intel Xeon E5;
- 512 ГБ OЗУ DDR4-2133;
- 8 × GPU NVIDIA Tesla P100 / V100 с общим объемом HBM2 памяти 128 ГБ;
- 2 × сетевые карты 10 ГБ Ethernet;
- 4 × твердотельных накопителя по 1,92 ТБ;
- 3200 Вт комбинированной мощности источника питания;
- Стоечный корпус 3U.

#### Nvidia DGX-2
В конце марта 2018 года была продемонстрировано новое поколение HPC-серверов Nvidia DGX-2 с более высокой производительностью до 2 петафлопс и с использованием новых технологий, такими как NVSwitch.

#### Nvidia DGX Station
Nvidia DGX Station — это рабочие станции с профессиональными картами расширения NVIDIA Tesla P100 / V100 на базе микроархитектур Pascal или Volta.

### Поколение Ampere

#### Nvidia DGX A100 Server
В мае 2020 года был анонсирован Nvidia DGX A100 Server — это новое поколение HPC-серверов с профессиональными GPGPU-ускорителями NVIDIA A100 на базе микроархитектуры Ampere.
Технические характеристики
DGX A100 Server содержит:
- 2 x ЦПУ 64-ядерные AMD EPYC;
- 2 Тбайт OЗУ;
- 8 × GPU A100 с общим объемом HBM2e памяти 320 или 640 Гб;
- до 10 × 200 Гбит/с InfiniBand/Ethernet-коммутатор ConnectX-7;
- 6 NVIDIA NVSwitch[англ.] пропускная способность 4,8 ТБ/с, что вдвое выше, чем в предыдущем поколении;
- Высокоскоростное хранилище 30 Тбайт NVMe SSD Gen4.

#### Nvidia DGX Station A100
Nvidia DGX Station A100 — это рабочие станции с профессиональными картами расширения NVIDIA A100 на базе микроархитектуры Ampere.

### Поколение Hopper

#### Nvidia DGX H100 Server
В марте 2022 года был анонсирован Nvidia DGX H100 Server — это очередное поколение HPC-серверов с профессиональными GPGPU-ускорителями NVIDIA H100 на базе микроархитектуры Hopper.
Технические характеристики
DGX H100 Server содержит:
- 2 x ЦПУ Intel Xeon Sapphire Rapids[англ.][17];
- 2 Тбайт OЗУ;
- 8 × GPU H100 с общим объемом HBM3 памяти 640 Гб;
- 2 × DPU[англ.] BlueField[англ.]-3;
- 8 × 400 Гбит/с InfiniBand/Ethernet-коммутатор ConnectX-7;
- Высокоскоростное хранилище 30 Тбайт NVMe SSD.

#### Nvidia DGX GH200 AI Supercomputer
В конце мая 2023 года Nvidia анонсировала, что в конце 2023 года корпоративным заказчикам станет доступна новая HPC-платформа DGX GH200 AI Supercomputer, в которой используются 256 суперчипов GH200 Grace Hopper (72-ядерный ARM-процессор + GPGPU-ускоритель H100), объединённых при помощи технологии NVLink Switch System позволяющей всем ускорителям NVIDIA H100 в составе системы функционировать в качестве единого целого. Производительность этой платформы обещана на уровне 1 Эфлопс (~ 9 Пфлопс FP64), а суммарный объём памяти достигает 144 Тбайт — и это почти в 500 раз больше, чем в одной системе предыдущего поколения Nvidia DGX A100.

### Суперкомпьютеры

#### Nvidia DGX SuperPod
В октябре 2020 года Nvidia анонсировала для корпоративных предприятий решение NVIDIA DGX SuperPOD — суперкомпьютер который имеет размер кластера от 20 до 140 серверов NVIDIA DGX A100 Server или NVIDIA DGX H100 Server.

#### Nvidia DGX Helios
В конце мая 2023 года Nvidia анонсировала построение NVIDIA DGX Helios — суперкомпьютера который с помощью высокоскоростной коммутируемой сети Quantum-2 InfiniBand объединит сразу четыре системы DGX GH200 AI Supercomputer и будет содержать 1024 суперчипа GH200 Grace Hopper (73728 ARM-ядер + 1024 GPGPU-ускорителя H100).

## Ускорители
Сравнение ускорителей, используемых в DGX:
| Ускоритель |
| H100       |
| A100 80GB  |
| A100 40GB  |
| V100 32GB  |
| V100 16GB  |
| P100       |
| ---------- |

| Архитектура | Socket   | FP32 CUDA Cores | FP64 Cores (excl. Tensor) | Mixed INT32/FP32 Cores | INT32 Cores | Максимальная частота | Частота памяти   | Разрядность шины памяти | ПСП         | VRAM | Single Precision (FP32) | Double Precision (FP64) | INT8 (non-Tensor) | INT8 Dense Tensor | INT32     | FP16        | FP16 Dense Tensor | bfloat16 Dense Tensor | TensorFloat-32 (TF32) Dense Tensor | FP64 Dense Tensor | Interconnect (NVLink) | GPU   | L1 Cache Size      | L2 Cache Size | TDP  | Площадь кристалла GPU | Количество транзисторов | Техпроцесс         |
| ----------- | -------- | --------------- | ------------------------- | ---------------------- | ----------- | -------------------- | ---------------- | ----------------------- | ----------- | ---- | ----------------------- | ----------------------- | ----------------- | ----------------- | --------- | ----------- | ----------------- | --------------------- | ---------------------------------- | ----------------- | --------------------- | ----- | ------------------ | ------------- | ---- | --------------------- | ----------------------- | ------------------ |
| Hopper      | SXM5     | 16896           | 4608                      | 16896                  | N/A         | 1780 MHz             | 4,8 Gbit/s HBM3  | 5120-bit                | 3072 GB/sec | 80GB | 60 TFLOPs               | 30 TFLOPs               | N/A               | 4000 TOPs         | N/A       | N/A         | 2000 TFLOPs       | 2000 TFLOPs           | 1000 TFLOPs                        | 60 TFLOPs         | 900 GB/sec            | GH100 | 25344KB(192KBx132) | 51200 KB      | 700W | 814 мм2               | 80 млрд                 | TSMC 4 нм N4       |
| Ampere      | SXM4     | 6912            | 3456                      | 6912                   | N/A         | 1410 MHz             | 3,2 Gbit/s HBM2  | 5120-bit                | 2039 GB/sec | 80GB | 19.5 TFLOPs             | 9.7 TFLOPs              | N/A               | 624 TOPs          | 19.5 TOPs | 78 TFLOPs   | 312 TFLOPs        | 312 TFLOPs            | 156 TFLOPs                         | 19.5 TFLOPs       | 600 GB/sec            | GA100 | 20736KB(192KBx108) | 40960 KB      | 400W | 826 мм2               | 54,2 млрд               | TSMC 7 нм N7       |
| Ampere      | SXM4     | 6912            | 3456                      | 6912                   | N/A         | 1410 MHz             | 2,4 Gbit/s HBM2  | 5120-bit                | 1555 GB/sec | 40GB | 19.5 TFLOPs             | 9.7 TFLOPs              | N/A               | 624 TOPs          | 19.5 TOPs | 78 TFLOPs   | 312 TFLOPs        | 312 TFLOPs            | 156 TFLOPs                         | 19.5 TFLOPs       | 600 GB/sec            | GA100 | 20736KB(192KBx108) | 40960 KB      | 400W | 826 мм2               | 54,2 млрд               | TSMC 7 нм N7       |
| Volta       | SXM3     | 5120            | 2560                      | N/A                    | 5120        | 1530 MHz             | 1,75 Gbit/s HBM2 | 4096-bit                | 900 GB/sec  | 32GB | 15.7 TFLOPs             | 7.8 TFLOPs              | 62 TOPs           | N/A               | 15.7 TOPs | 31.4 TFLOPs | 125 TFLOPs        | N/A                   | N/A                                | N/A               | 300 GB/sec            | GV100 | 10240KB(128KBx80)  | 6144 KB       | 350W | 815 мм2               | 21,1 млрд               | TSMC 12 нм FFN     |
| Volta       | SXM2     | 5120            | 2560                      | N/A                    | 5120        | 1530 MHz             | 1,75 Gbit/s HBM2 | 4096-bit                | 900 GB/sec  | 16GB | 15.7 TFLOPs             | 7.8 TFLOPs              | 62 TOPs           | N/A               | 15.7 TOPs | 31.4 TFLOPs | 125 TFLOPs        | N/A                   | N/A                                | N/A               | 300 GB/sec            | GV100 | 10240KB(128KBx80)  | 6144 KB       | 300W | 815 мм2               | 21,1 млрд               | TSMC 12 нм FFN     |
| Pascal      | SXM/SXM2 | N/A             | 1792                      | 3584                   | N/A         | 1480 MHz             | 1,4 Gbit/s HBM2  | 4096-bit                | 720 GB/sec  | 16GB | 10.6 TFLOPs             | 5.3 TFLOPs              | N/A               | N/A               | N/A       | 21.2 TFLOPs | N/A               | N/A                   | N/A                                | N/A               | 160 GB/sec            | GP100 | 1344KB(24KBx56)    | 4096 KB       | 300W | 610 мм2               | 15,3 млрд               | TSMC 16 нм FinFET+ |